# 계룡초등학교 (경남)
계룡초등학교는 대한민국 경상남도 거제시 고현동에 있는 공립 초등학교이다.

## 학교 연혁
- 1929년 12월 20일 설립인가
- 1930년 4월 10일 통영군 일운공립보통학교(4년제 2학급) 개교
- 1938년 4월 1일 일운제1공립심상소학교로 개칭[1]
- 1940년 4월 1일 6년제로 개편
- 1941년 4월 1일 일운제1공립국민학교로 개칭[2]
- 1946년 9월 1일 계룡공립국민학교 (교명 변경)
- 1950년 4월 1일 계룡국민학교[3] (교명 변경)
- 1976년 4월 8일 장평국민학교 분리(6학급)
- 1986년 11월 15일 본관 16교실 준공, 32교실 준공
- 1990년 11월 4일 개교 60주년 기념행사(개교 60년사 발행)
- 1993년 3월 2일 신현국민학교 학생 이동(287명)
- 1996년 3월 1일 계룡초등학교로 개칭[4]
- 2000년 12월 1일 개교 70주년 기념행사(개교 70년사 발행)
- 2005년 9월 1일 고현초등학교 분리
- 2005년 2월 19일 타임캡슐 저장식(242명)
- 2008년 3월 10일 인조잔디 운동장 조성
- 2013년 11월 6일 그린스쿨 사업 준공식[5][6]
- 2016년 2월 17일 씨름부 창단[7][8]
- 2016년 9월 1일 제22대 류봉민 교장 취임
- 2020년 2월 14일 제85회 졸업장 수여식(졸업생수 12,889명)

## 참고 자료
- 계룡초등학교 - 한국교육학술정보원 학교알리미